# 새뮤얼 E. 라이트
새뮤얼 에드워드 라이트(Samuel Edward Wright, 1946년 11월 20일 ~ 2021년 5월 24일)는 미국의 배우, 가수이다. 디즈니 애니메이션 《인어 공주》에서 세바스찬 역 성우를 맡았다.
캠던에서 태어났다.

## 영화
- 인어공주 3 (2008년)
- 조니 제로 (2005년)
- 인어 공주 2 (2000년)
- 다이너소어 (2000년)
- 스트랩트 (1993년)
- 법과 질서 (1990년)
- 델로니어스 몽크 (1989년)
- 인어 공주 (1989년) - 세바스찬 목소리 역
- 버드 (1988년)